# Enoplotrupes bieti
Enoplotrupes bieti är en skalbaggsart som beskrevs av Charles Oberthür 1883. Enoplotrupes bieti ingår i släktet Enoplotrupes och familjen tordyvlar. Utöver nominatformen finns också underarten E. b. morishitai.